# Abdullah ibn Abd al-Aziz

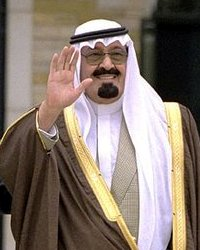
Abdullah ibn Abd al-Aziz 2002

Abdullah bin Abdulaziz Al Saud (عبد الله بن عبد العزيز آل سعود / ʿAbd Allāh ibn ʿAbd al-ʿAzīz Āl Saʿūd; * 1. August 1924 in Riad; † 23. Januar 2015 ebenda) war ein saudi-arabischer Politiker und Regent. Vom 1. August 2005 bis zu seinem Tod war er absolutistischer König und Premierminister Saudi-Arabiens. Dadurch war er ebenfalls der Oberbefehlshaber des saudischen Militärs. Bereits seit November 1995 hatte er als Kronprinz faktisch die Staatsgeschäfte geführt, nachdem sein Halbbruder, der damalige König Fahd ibn Abd al-Aziz, einen Schlaganfall erlitten hatte.
Abdullah war der 15. von 37 Söhnen des Staatsgründers König Abd al-Aziz ibn Saud in der offiziellen Geburtsfolge. Zwei seiner potenziellen Thronnachfolger, Kronprinz Sultan ibn Abd al-Aziz und Kronprinz Naif ibn Abd al-Aziz, starben vorzeitig.

## Leben

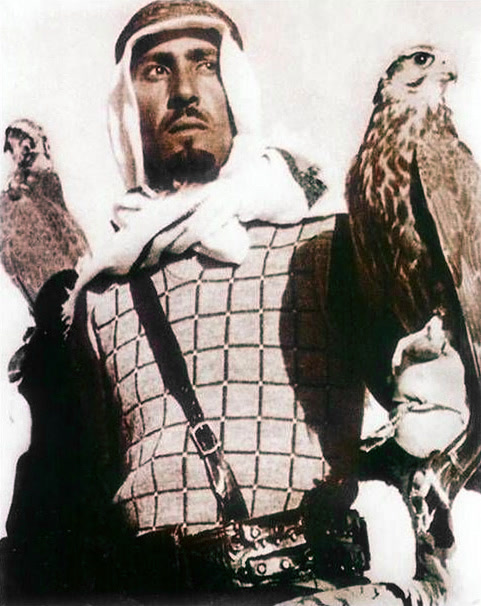
König Abdullah als Falkner in jüngeren Jahren

Abdullah wurde in Riad als Sohn von Ibn Sauds achter Frau, Prinzessin Fahda bint al-Asi bin Schuraim aus dem Stamm der Schammar, geboren. Seine Erziehung erhielt Abdullah an der „Prinzenschule“ des saudischen Hofes. Teil der Erziehung war das Leben mit den Beduinen des Landes. Am 13. Oktober 1962 wurde er zum Befehlshaber der saudischen Nationalgarde, am 25. März 1975 zum 2. Stellvertretenden Ministerpräsidenten ernannt. Am 13. Juli 1982 wurde er erster stellvertretender Ministerpräsident und Kronprinz.
Abdullah starb am 23. Januar 2015 im Alter von 90 Jahren an den Folgen einer Lungenentzündung. Abdullahs Nachfolger wurde sein 79-jähriger Halbbruder Salman ibn Abd al-Aziz.

## Religiöse und politische Überzeugung
Abdullah galt als frommer Muslim und vorsichtiger Modernisierer seines Landes. Unter seiner Regentschaft fanden Kommunalwahlen statt, die ersten Wahlen in Saudi-Arabien überhaupt, zu denen allerdings keine Parteien zugelassen waren. Im Unterschied zu seinem verstorbenen Halbbruder Fahd lag Abdullahs Hauptaugenmerk eher auf dem Gebiet der lokalen arabischen Außenpolitik. Ihm gelang es, die verfeindeten palästinensischen Führer der Fatah und Hamas in der heiligen Stadt Mekka am 8. Februar 2007 zu einem Friedensvertrag zu bewegen, durch welchen es aber nicht gelang, die internen Konflikte der Palästinenser nachhaltig zu lösen.

## Verhältnis zu den USA
Im Oktober 1976 reiste Abdullah erstmals in die USA und traf den damaligen Präsidenten Gerald Ford. 1987 traf er mit dem damaligen Vizepräsidenten George H. W. Bush zusammen. Im September 1998 stattete Abdullah den USA unter Präsident Bill Clinton einen Staatsbesuch ab. Danach besuchte er die USA noch mehrfach. Der König galt als persönlicher Freund der Familie Bush und als Freund Amerikas.
Im Januar 2008 besuchte Präsident George W. Bush Saudi-Arabien und traf sich mit König Abdullah. Dabei wurde der Atomstreit mit der Islamischen Republik Iran und der Ölpreis besprochen. Bush forderte vom König die Erdölproduktion zu steigern und damit den Ölpreis zu senken. Weiter wurden die angekündigten Waffenlieferungen der USA an Saudi-Arabien im Wert von 20 Milliarden US-Dollar konkretisiert.
König Abdullah führte Bush auf seine Pferderanch, machte ihm Geschenke und verlieh ihm als Zeichen seines Vertrauens den „King Abdulaziz Ehrenorden“.

## Einstellung zum Terrorismus
Kurz nach dem 11. September 2001, als die internationale Kritik an Saudi-Arabien wuchs, erklärte Abdullah:

„Die hinterhältige Kampagne, die die westlichen Medien gegen das Königreich gestartet haben, ist nichts anderes als die Manifestation eines tief sitzenden Hasses, der gegen den Weg des Islam gerichtet ist. Die Hinwendung zum Islam und zum Heimatland steht nicht zur Debatte.“

Zum zweiten Jahrestag der Attacken vom 11. September schrieb der Kronprinz einen Brief an den US-Präsidenten George W. Bush, welcher mit den Worten endete:

„Der allmächtige Gott in seiner Weisheit prüft die Gläubigen, indem er solches Unglück zulässt. Aber er, in seiner Gnade, schenkt uns auch den Willen und den Antrieb, die durch den Glauben erzeugt werden, durch welche wir fähig sind, solche Tragödien in große Leistungen umzuwandeln, und Krisen, die uns niederzuwerfen scheinen, werden zu Möglichkeiten, die Menschheit voranzubringen. Ich hoffe, dass mit Ihrer Zusammenarbeit und Führung eine neue Welt aus den Trümmern des World Trade Center entstehen wird: eine Welt, die mit den Tugenden von Freiheit, Frieden, Wachstum und Harmonie gesegnet ist.“

## Haltung zum Nahostkonflikt

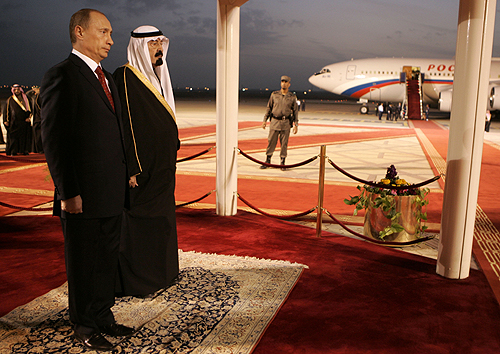
König Abdullah mit dem Präsidenten der Russischen Föderation Wladimir Putin am 11. Februar 2007

König Abdullah setzte sich für eine friedliche Lösung des Nahostkonfliktes ein. Im Jahre 2002 startete Abdullah die sogenannte arabische Friedensinitiative, in der viele den Beginn des saudischen Versuchs sahen, Frieden mit Israel zu schließen. Der Plan sah die Übergabe fast der gesamten israelisch besetzten Gebiete an die Palästinenser und die Anerkennung des Palästinenserstaates mit der Hauptstadt Ostjerusalem vor. Im Gegenzug bot Abdullah erstmals weitreichende Konzessionen an, darunter das Ende des arabisch-israelischen Konfliktes, einen Friedensvertrag sowie die Anerkennung Israels und die Aufnahme „normaler Beziehungen“ zwischen den arabischen Staaten und Israel. Der Plan wurde nach Kritik sowohl durch Israel als auch aus arabischen Staaten aufgegeben.
In einem Treffen der Arabischen Liga am 29. März 2007 in Riad kritisierte König Abdullah die Regierungen der arabischen Staaten, wörtlich sagte er:

„Blutvergießen im besetzten Irak, Paralyse im Libanon, eine schwache Führung im Sudan, ein Bürgerkrieg nach dem anderen in Somalia. Die Schuld liegt bei uns selbst, bei uns, den Führern der arabischen Welt.“

Gegenüber der New York Times äußerte König Abdullah, dass er in Erwägung ziehe, eine Friedensreise nach Jerusalem zu unternehmen.
Im Libanonkrieg 2006 kritisierte König Abdullah sowohl die Hisbollah als auch Israel. Nachdem Ehud Olmert nach den ersten Kriegstagen angekündigt hatte, die Offensive weiter fortzuführen, warnte der König vor einem neuen Nahostkrieg, an dem Israel schuld sei. Wörtlich sagte er:

„Wenn die Friedensoption an der israelischen Arroganz scheitert, wird es keine andere Option außer Krieg geben.“

Des Weiteren sicherte der König dem Libanon 500 Millionen US-Dollar für den Wiederaufbau des Landes zu. Weitere 250 Millionen Dollar Hilfsgelder sicherte er den Palästinensern zu.

## Verhältnis zu Iran
König Abdullah trug wesentlich zur Verbesserung des Verhältnisses zwischen Saudi-Arabien und Iran bei. Im Jahre 2001 besuchte er Iran und empfing noch im selben Jahr den damaligen iranischen Präsidenten Chatami in Riad; dies besiegelte die Normalisierung der Beziehungen.
Der damalige iranische Präsident Mahmud Ahmadinedschad besuchte am 1. März 2007 zum ersten Mal Saudi-Arabien und traf sich in Riad mit König Abdullah. Das Treffen dauerte acht Stunden; dabei soll das politische Klima zwischen den beiden Regierungen verbessert worden sein und nach Aussage des iranischen Präsidenten sei man sich einig in den „zentralen Fragen“.
Ende 2007 lud Abdullah Ahmadinedschad zur Haddsch ein. Dies hatte vor allem symbolischen Wert, da damit zum ersten Mal in der Geschichte Arabiens ein König einen schiitischen Führer offiziell zur Haddsch einlud. Es sollen dabei auch politische Themen besprochen worden sein. Beide Länder machten anschließend klar, dass sie auf „friedliche Koexistenz“ setzen. Die saudische Regierung sagte, dass sie gemeinsam mit den anderen Golfstaaten einen Militärschlag gegen Iran vermeiden und in der Angelegenheit des iranischen Atomprogrammes schlichten will.
Um den Atomstreit mit Iran zu entschärfen, erneuerte König Abdullah einen früheren Kompromissvorschlag für die friedliche Nutzung der Atomenergie im Nahen und Mittleren Osten: In einem neutralen Land solle Uran angereichert und den Staaten des Nahen Ostens zur Verfügung gestellt werden. Die iranische Regierung wies die Idee jedoch umgehend als „bedeutungslos“ zurück.

## Auslandsreisen und Empfänge
Am 24. April 2006 empfing er das chinesische Staatsoberhaupt Hu Jintao; dabei wurden vor allem die regionale Sicherheitslage, freundschaftliche sowie wirtschaftliche Themen angesprochen. König Abdullah würdigte die konstruktive Rolle Chinas bei der Verwirklichung von Frieden und der Förderung der wirtschaftlichen und gesellschaftlichen Entwicklung im Nahen Osten und in der Golfregion.
Am 8. August 2006 reiste er zu einem Staatsbesuch in die Türkei; er war seit 40 Jahren der erste König, der die Türkei besuchte. Dabei wurden sechs wirtschaftliche und eine militärische Vereinbarung unterzeichnet. Die Saudis kamen mit einer Delegation von 300 Politikern und Geschäftsleuten in 7 Flugzeugen. Die Delegation bestand nur aus Männern. Der König traf sich mit dem seinerzeit amtierenden türkischen Staatspräsidenten Ahmet Necdet Sezer zum Abendessen im Dolmabahçe-Palast. Am Tag darauf folgte ein Treffen mit dem damaligen Außenminister, dem späteren Präsidenten Abdullah Gül, dem seinerzeitigen Ministerpräsidenten Recep Tayyip Erdoğan und Offizieren der türkischen Streitkräfte. Dabei wurde auch der Auftrag erteilt, 300 der 1750 M113 der saudischen Streitkräfte auf den neuesten Stand aufzurüsten. Der Auftrag hatte für die türkische Rüstungsindustrie einen Wert von 200 Millionen US-Dollar. Anschließend traf sich am 30. Mai 2007 der türkische Verteidigungsminister Mehmet Vecdi Gönül in Dschidda mit dem Kronprinzen und Verteidigungsminister Sultan ibn Abd al-Aziz sowie kurz mit König Abdullah. Hohe Offiziere der türkischen Streitkräfte und der saudischen Streitkräfte unterhielten sich untereinander und mit den Ministern über die Möglichkeiten weiterer militärischer Zusammenarbeit.
Am 6. November 2007 wurde der König von Papst Benedikt XVI. in Audienz empfangen. Es war der erste Besuch des saudischen Monarchen und „Hüters der beiden heiligen Stätten“ des Islam (dies ist Teil des offiziellen Titels des Königs) bei einem römischen Papst. Die beiden Staaten unterhalten keine diplomatischen Beziehungen. Es gibt keinen saudi-arabischen Staatsbürger, der christlicher Konfession ist.
Am 7. November 2007 besuchte König Abdullah Deutschland und traf sich zu Gesprächen mit Angela Merkel, dem damaligen Bundespräsidenten Köhler und Außenminister Frank-Walter Steinmeier. Dabei ging es um die Lage in Nahost sowie um die Entwicklung im Iran, so der stellvertretende Regierungssprecher Thomas Steg. Zuvor war der König im Kanzleramt mit militärischen Ehren empfangen worden. Am Abend folgte ein Abendessen des Königs mit Bundespräsident Horst Köhler im Schloss Bellevue. Später ging Abdullah gemeinsam mit Berlins Regierendem Bürgermeister Klaus Wowereit das Brandenburger Tor besichtigen und trug sich anschließend im Roten Rathaus in das Goldene Buch der Stadt ein. Der König gab den Beamten seiner Polizei-Eskorte, gestellt von der Berliner Polizei, ein Trinkgeld von 24.000 US-Dollar.
Im Oktober 2007 besuchte der König Großbritannien, Königin Elisabeth II. gab für Abdullah ein Bankett in London. Nach Gesprächen über die Lage in Nahost und Rüstungslieferungen wurde er zusammen mit der Königin in einer goldenen Kutsche zum Buckingham Palace gefahren. Dort zeigte ihm die Königin Stücke aus ihrer Kunstsammlung.
Im Januar 2008 empfing er in Riad den damaligen französischen Staatspräsidenten Nicolas Sarkozy. Hierbei wurden Abkommen über die Förderung der Öl- und Gasindustrie sowie Programme zur beruflichen Aus- und Weiterbildung unterschrieben. Delegationen beider Länder verhandelten zudem über den Kauf von Hubschraubern, Schiffen und U-Booten sowie den Bau einer Hochgeschwindigkeitsstrecke zwischen den Pilgerstätten Mekka und Medina. Sarkozy bot dem saudischen König Abdullah auch die Dienste der französischen Atomenergie-Kommission an, um Möglichkeiten für die wirtschaftliche Nutzung der Kernenergie in Saudi-Arabien zu erkunden.
Das Treffen hatte zuvor für Aufsehen gesorgt; nach den Worten eines saudischen Diplomaten sollte Sarkozy „aus religiösen Gründen“ seine Freundin Carla Bruni zu Hause lassen. Intime Beziehungen zwischen nicht verheirateten Personen gelten in Saudi-Arabien als Tabu. Das französische Außenministerium erklärte daraufhin, dass Bruni nicht nach Saudi-Arabien mitreisen werde.

## König-Abdullah-Zentrum für interreligiösen und interkulturellen Dialog
Das König-Abdullah-Zentrum für interreligiösen und interkulturellen Dialog wurde von König Abdullah 2011 gegründet, 2012 in Wien eröffnet und wird von Spanien und Österreich mitgetragen. Im Januar 2015 wurde in Österreichs höchsten politischen Kreisen über eine Auflösung der Kooperation diskutiert, da das Zentrum für Toleranz stehen soll und andererseits in Saudi-Arabien tatsächlich eine Auspeitschung mit 1000 Peitschenhieben an einem Andersdenkenden (Raif Badawi) exekutiert wird.

## Familie
Abdullah war im Laufe seines Lebens mindestens fünfzehn mal verheiratet. Aus dreizehn dieser Ehen bekam er vierzehn Söhne und zwanzig Töchter. Als seine offizielle Ehefrau wurde Prinzessin Hussah bint Trad bin Sattam asch-Schaʿlan bezeichnet, sie galt somit als seine Hauptfrau. Prinzessin Hussah stammt aus Syrien. Sie ist die Schwester der Ehefrau von Rifaat al-Assad, dem jüngeren Bruder des verstorbenen syrischen Präsidenten Hafiz al-Assad und Tante des langjährigen syrischen Präsidenten Baschar al-Assad.

### Söhne
Abdullahs Sohn Mischal war von 2013 bis 2015 Gouverneur der Provinz Mekka. Ein anderer Sohn, Turki, war von 2014 bis 2015 Gouverneur der Provinz Riad.
Ein weiterer Sohn, Majid, wurde 2015 in Los Angeles wegen sexuellen Missbrauch und Misshandlung von Dienern verhaftet. Für eine Kaution von 300.000 Dollar wurde er freigelassen. Die Anklage wurde später aufgrund nicht ausreichender Beweise fallengelassen.
Sein jüngster Sohn, Bandar, wurde 1999 geboren.

### Töchter
Seine Tochter Abir war mit ihrem Cousin Fahd bin Turki, einem Sohn ihres Onkels Turki, verheiratet. Nach den Verhaftungen ihres Ehemanns und des gemeinsamen Sohns Abdulaziz, der Gouverneur der Provinz al-Dschauf war, ging sie 2020 ins Exil nach Schottland.

### Stammbaum
|                |                |                |                |                |                |  |  |                  |                  |                  |                  |                  |                  |  |  | König Abdullah |              |              |              |              |              |  |  |                 |                 |                 |                 |                 |                 |  |  |                  |                  |                  |                  |                  |                  |  |  |                |                |                |                |                |                |
|                |                |                |                |                |                |  |  |                  |                  |                  |                  |                  |                  |  |  |                |              |              |              |              |              |  |  |                 |                 |                 |                 |                 |                 |  |  |                  |                  |                  |                  |                  |                  |  |  |                |                |                |                |                |                |
|                |                |                |                |                |                |  |  |                  |                  |                  |                  |                  |                  |  |  |                |              |              |              |              |              |  |  |                 |                 |                 |                 |                 |                 |  |  |                  |                  |                  |                  |                  |                  |  |  |                |                |                |                |                |                |
| Prinz Mutaib   | Prinz Mutaib   | Prinz Mutaib   | Prinz Mutaib   | Prinz Mutaib   | Prinz Mutaib   |  |  |                  |                  |                  |                  |                  |                  |  |  | Prinz Turki    | Prinz Turki  | Prinz Turki  | Prinz Turki  | Prinz Turki  | Prinz Turki  |  |  |                 |                 |                 |                 |                 |                 |  |  | Prinzessin Sahab | Prinzessin Sahab | Prinzessin Sahab | Prinzessin Sahab | Prinzessin Sahab | Prinzessin Sahab |  |  | Scheich Chalid | Scheich Chalid | Scheich Chalid | Scheich Chalid | Scheich Chalid | Scheich Chalid |
| Prinz Mutaib   | Prinz Mutaib   | Prinz Mutaib   | Prinz Mutaib   | Prinz Mutaib   | Prinz Mutaib   |  |  |                  |                  |                  |                  |                  |                  |  |  | Prinz Turki    | Prinz Turki  | Prinz Turki  | Prinz Turki  | Prinz Turki  | Prinz Turki  |  |  |                 |                 |                 |                 |                 |                 |  |  | Prinzessin Sahab | Prinzessin Sahab | Prinzessin Sahab | Prinzessin Sahab | Prinzessin Sahab | Prinzessin Sahab |  |  | Scheich Chalid | Scheich Chalid | Scheich Chalid | Scheich Chalid | Scheich Chalid | Scheich Chalid |
|                |                |                |                |                |                |  |  |                  |                  |                  |                  |                  |                  |  |  |                |              |              |              |              |              |  |  |                 |                 |                 |                 |                 |                 |  |  |                  |                  |                  |                  |                  |                  |  |  |                |                |                |                |                |                |
| Prinz Abdullah | Prinz Abdullah | Prinz Abdullah | Prinz Abdullah | Prinz Abdullah | Prinz Abdullah |  |  | Prinzessin Adila | Prinzessin Adila | Prinzessin Adila | Prinzessin Adila | Prinzessin Adila | Prinzessin Adila |  |  | Prinz Faisal   | Prinz Faisal | Prinz Faisal | Prinz Faisal | Prinz Faisal | Prinz Faisal |  |  | Prinzessin Sara | Prinzessin Sara | Prinzessin Sara | Prinzessin Sara | Prinzessin Sara | Prinzessin Sara |  |  | Prinz Fahd       | Prinz Fahd       | Prinz Fahd       | Prinz Fahd       | Prinz Fahd       | Prinz Fahd       |  |  |                |                |                |                |                |                |
| Prinz Abdullah | Prinz Abdullah | Prinz Abdullah | Prinz Abdullah | Prinz Abdullah | Prinz Abdullah |  |  | Prinzessin Adila | Prinzessin Adila | Prinzessin Adila | Prinzessin Adila | Prinzessin Adila | Prinzessin Adila |  |  | Prinz Faisal   | Prinz Faisal | Prinz Faisal | Prinz Faisal | Prinz Faisal | Prinz Faisal |  |  | Prinzessin Sara | Prinzessin Sara | Prinzessin Sara | Prinzessin Sara | Prinzessin Sara | Prinzessin Sara |  |  | Prinz Fahd       | Prinz Fahd       | Prinz Fahd       | Prinz Fahd       | Prinz Fahd       | Prinz Fahd       |  |  |                |                |                |                |                |                |

## Sonstiges
Im Dezember 2005 legte der König den Grundstein für King Abdullah Economic City, eine neue Stadt, die seinen Namen tragen soll. Die neue Stadt soll einmal zwei Millionen Einwohner haben. Es ist geplant, 100 Milliarden saudische Riyal zu investieren.
Auf Antrag polnischer Kinder erhielt er 2007 die internationale Auszeichnung als Kavalier des Ordens des Lächelns.
Seit dem Tod von Saqr ibn Muhammad al-Qasimi war Abdullah bis zu seinem Tod am 23. Januar 2015 der älteste regierende Monarch der Welt. Dieser Status ging dann an Königin Elisabeth II. über.